# Рольдан, Луиса
Луиса Игнасия Рольдан Вильявенсио (исп. Luisa Ignacia Roldán Villavicencio; 8 сентября 1652, Севилья — 10 января 1706, Мадрид), по прозвищу Ла Рольдана, — испанский скульптор эпохи барокко, первая женщина-скульптор в Испании, о которой сохранились свидетельства. Рольдан отмечена в Музее латиноамериканского общества как «одна из немногих женщин-деятелей искусства, у которых была собственная мастерская за пределами монастыря в Испании золотого века».
Высоко оценивая уровень её работ, Антонио Паломино считал её таким же важным скульптором, как и её отца.
Хотя Рольдан и была «Escultor de Cámara» или придворным скульптором испанского короля Карла II, она переживала и финансовые трудности. Как и многие деятели искусства её времени, она умерла в бедности, незадолго до своей смерти подписав документ, подтверждавший её плачевное финансовое состояние. В день своей смерти Рольдан был удостоена звания «заслуженного академика» от Академии Святого Луки в Риме.

## Биография
Рольдан родился в Севилье в семье скульптора Педро Рольдана и Тересы де Ортеги. Рольдан обучалась в мастерской своего отца вместе со своими братьями и сёстрами. В ней также трудился Луис Антонио де лос Аркос, за которого Рольдан вышла замуж, когда ей было 19 лет.
Её брак с де лос Аркосом был заключён вопреки воли её отца. Сантьяго Монтото, писавший в 1920 году об этом, охарактеризовал это как «похищение» («rapto»), что, возможно, свидетельствует о его непонимании брачных обычаев того периода. Двое из её сестер и один брат также столкнулись с родительским неодобрением своих избранников. После выхода замуж Рольдан работала в Кадисе с 1686 по 1688 год.
Ролдан вместе со своим мужем и зятем Томасом де лос Аркосом создала собственную мастерскую, где они изготавливали религиозные полихромные деревянные скульптуры. Рольдан специализировалась преимущественно на резьбе, а её муж помогал ей в росписи по изделиям и их золочении.
Рольдан изготовила деревянные скульптуры, а также статуи для собора Кадиса и городского совета. В 1688 году она перебралась в Мадрид, а в 1692 году получила должность «Скульптора двора», находясь на услужении испанским королям Карлу II и Филиппу V. Рольдан даровала свою терракотовую плитку «Богоматерь с младенцем» Академии Сан-Лука, куда её приняли в конце жизни. Несмотря на свои достижения она умерла в бедности в Мадриде. Она попыталась решить свои финансовые проблемы, написав с просьбой о помощи второй жене Карла II, королеве Марии Анне. Хотя королева и ответила ей, предоставив финансовую помощь, этого оказалось недостаточно. Муж Луисы также прилагал усилия, чтобы улучшить их финансовое положение, претендовав на королевскую должность, в которой ему было отказано.
Тем не менее, муж Рольдан сыграл важную роль в продажах её работ и распространении её славы. Заказ на «Назарянина» (исп. El Nazareno) поступил от короля Карла II, но тот умер, и статуя осталась у Рольдан. Луис Лос Аркос попытался доставить её работу в Рим по рекомендации известных людей, но предполагаемый получатель оказался не в восторге от неё.
У Рольдан было семеро детей, двое из которых дожили до взрослого возраста. Из пяти умерших двое скончались от недоедания. Во время работы на Карла II Рольдан и её семья страдали от голода из-за экономического кризиса в стране, который негативно повлиял и на ситуацию с продовольствием.

## Работы
Работы Рольдан характеризуются «чётко очерченными профилями, густыми прядями волос, вздымающимися драпировками и мистическими лицами с нежными глазами, нахмуренными бровями, розовыми щёками и слегка приоткрытыми губами». «Сложенные брови», которые иногда отмечаются у её терракотовых ангелов, обычно не встречаются в её работах из дерева, для которых характерны открытые, равномерно изогнутые брови. Её «Святой Хинес де ла Хара», созданный около 1692 года, сейчас хранится в Центре Гетти. В отличие от развевающейся накидки её святого Михаила в Эль-Эскориале, одеяние Хинеса де ла Хары неподвижно. К процессиональным статуям, авторство которых можно смело приписать ей, относятся статуи девы де ла Соледад, Марии Магдалины и Иисуса. В Кадисе среди её работ можно обнаружить статуи Антония Падуанского, Ecce Homo и святых Сервандо и Хермана.
Рольдан была плодовитым скульптором. Большая часть её работ представляла собой религиозные скульптуры для церквей, а, живя в Мадриде, она также мастерила небольшие терракотовые изделия, популярные среди мелких буржуа. Небольшие её произведения можно было использовать для личного поклонения, они принимали формы религиозных сцен, человеческих образов и животных. Её работы можно обнаружить в Андалусии, а также в Мадриде, Мостолесе и Сисанте (провинция Куэнка), Нью-Йорке, Лондоне, Онтарио, Лос-Анджелесе и Чикаго.
Следующие её работы являются одними из самых известных, сохранившихся в церквях:
- Пресвятая Мария Безмолвия (Мария Сантисима-дель-Силенсио), Хаэн
- Резные деревянные фигуры святых Сервандо и Хермана, покровителей Кадиса, в Кафедральном соборе Кадиса.
- Святой Иосиф, Иглесия-де-Сан-Антонио, Кадис
- Святой Антоний Падуанский, Иглесия-де-Санта-Крус, Кадис
- Святой Иоанн Креститель, Иглесия-де-Сан-Антонио-де-Падуя, Кадис
- Долороса-де-лос-Ремедиос, Херес-де-ла-Фронтера
- Богородица Одиночества (Вирхен-де-ла-Соледад), Иглесия-де-ла-Виктория, Пуэрто-Реаль
- Ecce Homo, Кафедральный собор Кадиса. 1684, 165 см. Дата была подтверждена документом, найденным внутри храма во время реставрации, проведённой Х. М. Санчесом Пеньей в 1984 году. Голова, руки, кисти рук и туловище статуи до бёдер изготовлены из кедра, а всё остальное, включая хламиды, выполнено из сосны[16].
- Ecce Homo, Кордова
- Архангел Святой Михаил, побеждающий демона, Эль Эскориал
- Христос прощения (Кристо дель Пердон), Фрегеналь-де-ла-Сьерра
- Святой Фердинанд, Канарский собор (Гран-Канария)
- Кающийся (Назарянин), Иглесия-де-лас-Эрманас-Насаренас, Сисанте

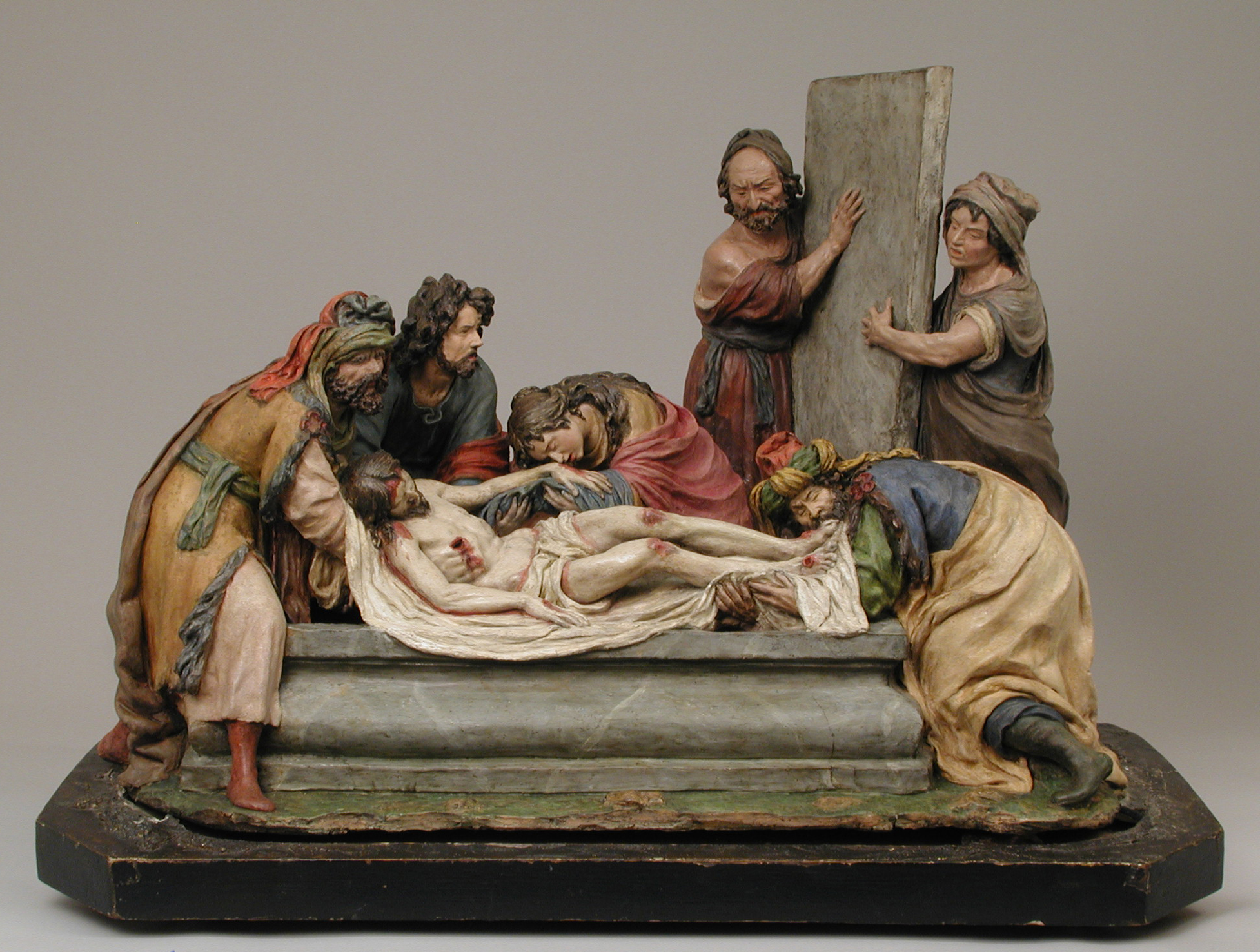
Погребение Христа (1701), Метрополитен-музей

Другие известные работы Рольдан хранятся в коллекциях и музеях:
- Музей изящных искусств Севильи
- Смерть или экстаз Марии Магдалины, Свадьба Святой Екатерины, Латиноамериканское общество Америки, Нью-Йорк
- Святой Иоахим, Святая Анна и Богородица в младенчестве (La Virgen niña con San Joaquín y Santa An), Первые шаги Иисуса (Los primeros pasos de Jesús), Музей изящных искусств, Гвадалахара, Испания[17]
- Святой Михаил, Королевский музей Онтарио, Торонто, Канада.
- Богородица является перед святым Яковом, Музей Виктории и Альберта, Лондон, Англия.
- Погребение Христа, Метрополитен-музей, Нью-Йорк.